# Michael Parsons (6e comte de Rosse)
Laurence Michael Harvey Parsons, 6e comte de Rosse, (28 septembre 1906 - 5 juillet 1979) est un pair irlandais. Il est le fils de William Parsons (5e comte de Rosse), auquel il succède en 1918, et de Frances Lois Lister-Kaye, fille de Cecil Edmund Lister-Kaye, 4e baronnet et Beatrice Adeline Pelham-Clinton.

## Éducation
Lord Rosse fait ses études au Collège d'Eton et à Christ Church, Oxford (BA, 1929; MA 1931). À Oxford, Parsons est membre du Railway Club, qui comprend: Henry Yorke, Roy Forbes Harrod, Henry Thynne (6e marquis de Bath), David Plunket Greene, Harry Fox-Strangways, Brian Howard, Michael Parsons, John Sutro, Hugh Lygon, Harold Acton, Bryan Guinness (2e baron Moyne), Patrick Balfour, Mark Ogilvie-Grant, John Drury-Lowe. Les membres du Railway Club dînent en cravate noire à bord du Penzance-Aberdeen Express entre Oxford et Leicester.

## Carrière
Lord Rosse combat pendant la Seconde Guerre mondiale, atteignant le grade de capitaine dans les gardes irlandais. Il est nommé membre de l'Ordre de l'Empire britannique (MBE) en 1945. Lord Rosse occupe le poste de vice-chancelier de l'Université de Dublin entre 1949 et 1964 et est pro-chancelier de l'Université de Dublin entre 1965 et 1979.
Il est élu membre de la Royal Society of Arts (FRSA), membre de la Society of Antiquaries (FSA) et membre de la Royal Astronomical Society (FRAS). Il est nommé Chevalier Commandeur de l'Ordre de l'Empire britannique (KBE) dans les honneurs du Nouvel An 1974. Lord Rosse est actif au sein du National Trust .

## Mariage et enfants

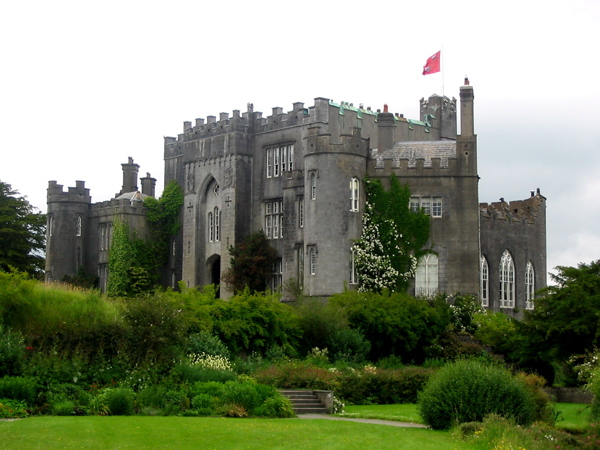
Château de Birr, comté d'Offaly, siège des comtes de Rosse

Il épouse Anne Messel (en), fille du lieutenant-colonel Leonard Charles Rudolph Messel et Maud Frances Sambourne, le 19 septembre 1935. Ils ont deux enfants:
- Brendan Parsons (7e comte de Rosse) (né le 21 octobre 1936)[4] épouse Alison Margaret Cooke-Hurle, fille du major John Davey Cooke-Hurle.
- Desmond Oliver Martin Parsons (23 décembre 1938 - 16 juillet 2010)[5] épouse Aline Edwina Macdonald, fille de George Alexander Macdonald.

Anne Messel, par son premier mariage avec Ronald Armstrong-Jones, est la mère d'Antony Armstrong-Jones, qui en 1960 épouse la princesse Margaret, sœur de la reine Élisabeth II.